# 芒努斯·利耶达尔
芒努斯·利耶达尔（瑞典語：Magnus Liljedahl，1954年3月6日—），美国男子帆船运动员。他曾代表美国参加2000年夏季奥林匹克运动会帆船比赛，联同马克·雷诺兹获得一枚金牌。